# John Doyle (Musiker)

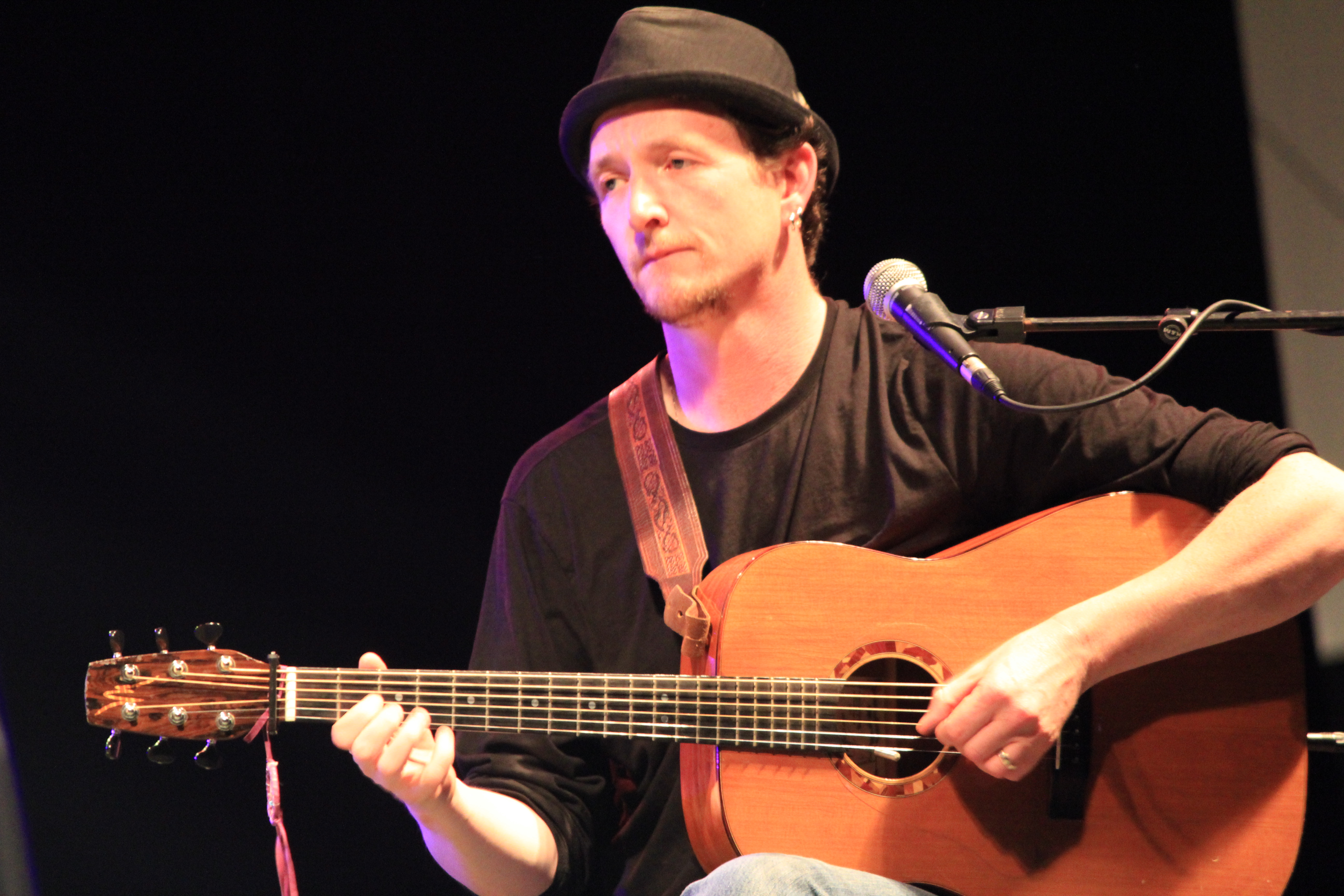
John Doyle (Lorient, 2012)

John Doyle (* 1971 in Dublin, Irland) ist ein irischer Multiinstrumentalist, Sänger, Songwriter und Musikproduzent. Er gilt als Meister der irisch-keltischen akustischen Gitarrenmusik.

## Biografie
Doyle wuchs in einer musikalischen Familie auf. Zu seinem musikalischen Vorbildern zählen neben seinem Vater Sean Doyle unter anderem Nic Jones, Martin Carthy, Richard Thompson, Dick Gaughan und Paul Brady.
Mit 16 Jahren gründete Doyle 1989 mit der Sängerin Susan McKeown das Duo The Chanting House. Der Erfolg ihrer Auftritte veranlasste ihn, die Schule abzubrechen und Profimusiker zu werden. 1990 gingen die beiden nach Amerika, wo sich der Multiinstrumentalist Seamus Egan, die Fiddlerin Eileen Ivers und der Gitarrist Donogh Hennessy der Gruppe anschlossen.
1996 gründete Egan die bisweilen als amerikanisch-irische Supergroup bezeichnete und sehr erfolgreiche Band Solas mit Doyle, der Geigerin Winifred Horan, dem Akkordeonisten John Williams und der Sängerin Karan Casey. Doyle blieb bis 2003 in der Band.
Nach Solas ging Doyle mit anderen Folkmusikern auf Tour und begleitete sie als Gitarrist und Sänger bei Aufnahmen, darunter Kate Rusby, Linda Thompson, Alison Brown, Seamus Egan, Eileen Ivers, Mick Moloney, Cathal McConnell, Karan Casey und viele mehr. 2006 spielte er mit Tim O’Brien auf dessen Album Fiddler’s Green, das einen Grammy gewann. Daneben komponierte er Filmmusik und veröffentlichte eigene Alben.
Von 2008 bis 2010 war Doyle Bandleader, Gitarrist und Sänger für Joan Baez bei deren Welttournee. 2009 spielte er anlässlich des St. Patrick Days für Präsident Barack Obama, Vizepräsident Joe Biden und den US-Kongress, und anschließend für den irischen Ministerpräsidenten Brian Cowen. 2010 erhielt Doyle eine Grammy-Nominierung als „Best Traditional World Music Record“ für das Album Double Play, eine Zusammenarbeit mit der Fiddlerin Liz Caroll.